# Черкаська волость (Ізюмський повіт)
Черкаська волость — адміністративно-територіальна одиниця Ізюмського повіту Харківської губернії з центром у селі Черкаське.
Станом на 1885 рік складалася з 5 поселень, 3 сільських громад. Населення — 4989 осіб (2425 чоловічої статі та 2564 — жіночої), 792 дворових господарств.
|                     | Площа, десятин | У тому числі орної, дес. |
| ------------------- | -------------- | ------------------------ |
| Сільських громад    | 8452           | 7896                     |
| Приватної власності | 7              | —                        |
| Іншої власності     | 155            | 150                      |
| Загалом             | 8614           | 8046                     |

Основне поселення волості:
- Черкаське — колишнє власницьке село при річці Торець за 40 верст від повітового міста, 851 особа, 150 дворів, лавка.
- Билбасівка — колишнє власницьке село при річці Торець, 2301 особа, 369 дворів, православна церква.
- Хрестище — колишнє власницьке село при річці Гола Долина, 1751 особа, 266 дворів, православна церква.